# Wyspy Bliskie
Wyspy Bliskie (ang. Near Islands) – wysunięta najbardziej na zachód grupa wysp w łańcuchu Aleutów (stan Alaska). Ich łączna powierzchnia wynosi 1143,785 km². W 2000 zamieszkiwało je 47 osób. Największe wyspy w archipelagu to Attu i Agattu oraz grupa wysp Semichi (Alaid, Nizki i Shemya). Jedyne zamieszkane wyspy to Attu i Shemya.
Wyspy zostały odkryte w XVIII wieku przez rosyjskich podróżników. Ich nazwa odnosi się do ich położenia w stosunku do terytorium Rosji – są to najbliższe wybrzeżom Rosji wyspy w archipelagu Aleutów. Natomiast w stosunku do kontynentalnej Alaski są to najbardziej odległe wyspy.